# Sauhadż (muhafaza)

Lokalizacja muhafazy

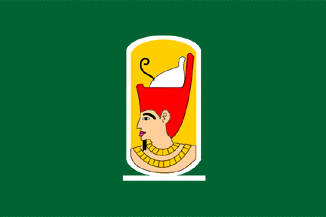
Flaga muhafazy

Sauhadż (arab. محافظة سوهاج, trl. Sawhāj) – prowincja gubernatorska (muhafaza) w Egipcie, w centralnej części kraju w Górnym Egipcie. Zajmuje powierzchnię 11 022 km². Stolicą muhafazy jest Sauhadż.
Według spisu powszechnego w listopadzie 2006 roku populacja muhafazy liczyła 3 747 289 mieszkańców, natomiast według szacunków 1 stycznia 2015 roku zamieszkiwało ją 4 603 861 osób.